# Rocinela sila
Rocinela sila is een pissebed uit de familie Aegidae. De wetenschappelijke naam van de soort is voor het eerst geldig gepubliceerd in 1925 door Hale.